# Maladera assamica
Maladera assamica är en skalbaggsart som beskrevs av Moser 1915. Maladera assamica ingår i släktet Maladera och familjen Melolonthidae. Inga underarter finns listade i Catalogue of Life.